# Hossein Oreizi
Hossein Oraizi (ou Oreizi, حسین عریضی), né à Ispahan (Esfahan), Iran en 1906 et mort en 1991, est un sociologue et historien iranien et un des fondateurs de la faculté des lettres et des sciences sociales (ou Faculté d'humanités et de littérature) de l'université d'Ispahan.

## Biographie
Fils de Seyyed Mohammad Ali Oraizi, Hossein Oraizi est né à Ispahan (Esfahan), Iran en 1906 et mort en 1991.

### Carrière
Il a fait ses études au lycée de Saremieh puis à Dar-ol Fonoun à Téhéran où il fut camarade de classe avec Mohsen Hashtroodi (en), puis à l'université de Téhéran, en médecine, en droit et en sociologie.
Il est entré d'abord au ministère des routes et a construit la route Ispahan-Chiraz, puis au ministère de l’Éducation nationale.
Il est l'un des fondateurs de la faculté des sciences humaines de l'université d'Ispahan. À l'université d'Ispahan, il enseignait la sociologie, l'histoire, le droit, ainsi que l'histoire de la littérature persane. Par ailleurs, c'était lui qui amena la sociologie dans le sud de l'Iran. Avant, la sociologie n'était enseignée qu'à l'université de Téhéran. En effet, Gholam-Hossein Sadighi (en), connu comme le père de la sociologie iranienne, fit connaître cette branche de sciences sociales aux Iraniens. Puis, Hossein Oreizi l'amena à l'université d'Ispahan. Il a eu une grande estime pour la culture arménienne.
Il met en scène, en 1938, L'Avare de Molière.
Entre 1957 et 1965, il assure une émission radiodiffusée, à radio Ispahan, où il parle de l'histoire de l'Iran et en particulier de l'histoire de la ville d'Ispahan.
Il est fondateur de la revue Hasanat  en 1943. Il reste jusqu'à la fin de 1974, le rédacteur en chef.

### Actions politiques
Avant la nationalisation du pétrole iranien par Mossadegh en 1951, il a entamé une procédure pour nationaliser le Collège britannique à Ispahan. C'était la première nationalisation dans l'histoire de l'Iran, datée 1932. Ce collège était chargé de former les futurs cadres de l'Anglo-Iranian Oil Company et les futurs officiers de l'Inde britannique. À la suite de son action, les collèges de Kerman et de Yazd ont été nationalisés. Puis, il occupa pendant 23 ans le poste de proviseur de ce collège et le transforma en lycée, dénommé désormais Adab, qui devient un des plus grands lycées d'Iran avec 2 000 étudiants.

## Hommages rendus
Il est enterré au cimetière de Nam-Avaran (les Célèbres Savants, équivalent du Panthéon de Paris). En hommage, plusieurs poètes iraniens lui ont dédié des poésies : Mohammad Hoqouqi (en), Fereidoon Wahida, Keyvan, Ghaéli, Mohammad Mehryar, Adib Boroumand (fa), etc.

## Publications
- Esfahan et son histoire,
- Sur la sociologie en 2 vols,Université d'Ispahan, 1960
- Manuel de sociologie d'Armand Cuvillier en 2 vols. (traduction en persan),Ispahan, Université d'Ispahan, 1961
- Sociologie de Gaston Bouthoul (traduction en persan),Ispahan, Université d'Ispahan, 1962.
- Méthodes de recherche en sciences sociales, Ispahan, Université d'Ispahan, 1963.
- Histoire de l'Inde, Téhéran, Khodai, 1957.
- L'invasion de l'Iran par Gengis Khan et la conquête de Bagdad : Deux événements inséparables, Sarayeh Sokhanvaran Sepahan, vol. 5, 1977.
- Journal du voyage du chevalier Chardin en Perse et aux Indes orientales : par la mer Noire et par la Colchide (traduction en persan), Téhéran, 2e éd. Negah, 1985.
- l'Avare de Molière (traduction en persan),1930.
- Protégeons la langue persane,Ispahan, Sarayeh Sokhanvaran Sepahan, vol.2, 1974.